# (31773) 1999 JL121
1999 JL121 (asteroide 31773) é um asteroide da cintura principal. Possui uma excentricidade de 0.10171380 e uma inclinação de 9.99360º.
Este asteroide foi descoberto no dia 13 de maio de 1999 por LINEAR em Socorro.